# Rashard Odomes
Rashard Marque Odomes (Anchorage, 21 dicembre 1996) è un cestista statunitense.

## Carriera
Dopo aver trascorso la carriera universitaria con gli Oklahoma Sooners, il 7 agosto 2019 firma il primo contratto professionistico con l'Umeå, militante in Svenska basketligan. Il 7 settembre 2020 si trasferisce al Joensuun Kataja; dopo un'ottima stagione a livello individuale, il 13 agosto 2021 passa al Porto. Il 1º agosto 2022 firma un biennale con l'Hapoel Gilboa Galil Elyon, trasferendosi poi nel successivo mese di febbraio al Kolín.